# 10043 Janegann
10043 Janegann este un asteroid din centura principală de asteroizi.

## Descriere
10043 Janegann este un asteroid din centura principală de asteroizi. A fost descoperit pe 14 august 1985 la Stația Anderson Mesa de Edward L. G. Bowell. Asteroidul prezintă o orbită caracterizată de o semiaxă mare de 3,13 ua, o excentricitate de 0,12 și o înclinație de 17,3° în raport cu ecliptica.